# HD218970
HD218970 — хімічно пекулярна зоря спектрального класу B4, що має видиму зоряну величину в смузі V приблизно  9,7.
Вона  розташована на відстані близько 1753,5 світлових років від Сонця.

## Пекулярний хімічний склад
Зоряна атмосфера HD218970 має підвищений вміст 
He
.